# Lorenzo Domínguez Pascual
Lorenzo Domínguez Pascual (Sevilla, 1863 - Madrid, 9 de diciembre de 1926) fue un abogado y político español, ministro de Instrucción Pública y Bellas Artes y de Hacienda durante el reinado de Alfonso XIII. Hijo Predilecto de Carmona.
Nacido en el seno de la burguesía agraria andaluza era hijo del cacique Lorenzo Domínguez de la Haza, miembro del Partido Conservador, inició su carrera política como diputado por la circunscripción sevillana de Los Alcores en 1891, escaño que obtendría sucesivamente en las siguientes legislaturas hasta la de 1923. A esta circunscripción pertenecían las localidades de Alcalá de Guadaíra, Mairena del Alcor, El Viso del Alcor y Carmona.
Fue nombrado ministro de Instrucción Pública y Bellas Artes en el gobierno que, entre el 5 de diciembre de 1903 y el 16 de diciembre de 1904, presidió Antonio Maura. Asimismo ocupó la cartera de ministro de Hacienda en el gobierno que presidió Eduardo Dato entre el 5 de mayo de 1920 y el 28 de enero de 1921. 
También ocuparía el cargo de Gobernador del Banco de España entre noviembre de 1913 y enero de 1916, y entre junio y noviembre de 1917.